# ТЕС Аз-Зур-Північ
ТЕС Аз-Зур-Північ 1 – теплова електростанція на півдні Кувейту, за вісім десятків кілометрів на південний схід від його столиці міста Ель-Кувейт. Перший проект в електроенергетиці країни, споруджений за участю приватного капіталу.
Станцію ввела в експлуатацію у 2016 році компанія Shamal Azzour Al-Oula KSC, яка належить уряду Кувейту (60%), місцевій A.H. Al Sagar & Brothers (5%) та іноземним інвесторам – французькій Engie і японській Sumitimo (по 17,5%). Учасники проекту отримали 40-річний контракт на викуп продукції, по завершенні якого ТЕС повністю перейде у власність Кувейту. 
Станцію розмістили на майданчику, сусідньому з належній державі ТЕС Аз-Зур-Південь. Також поряд планується звести станції Аз-Зур-Північ 2 і Аз-Зур-Північ 3, котрі використовуватимуть разом з Аз-Зур-Північ 1  спільну інфраструктуру для постачання палива, забору та скиду води, а також видачі продукції. 
ТЕС має один парогазовий блок комбінованого цикла номінальною потужністю 1539 МВт. Він складається із п'яти газових турбін потужністю по 228,5 МВт, які через відповідну кількість котлів-утилізаторів живлять дві парові турбіни з показниками по 251 Мт.
Основним паливом для ТЕС є природний газ, який спершу можливо було подавати по трубопроводу Міна-аль-Ахмаді – Аз-Зур, а з 2021-го також отримувати від терміналу ЗПГ Аз-Зур. 
Для охолодження використовують морську воду із Перської затоки.
Видача продукції відбувається по ЛЕП, розрахованій на роботу під напругою 400 кВ.
З електростанцією інтегрований завод із опріснення, який використовує отримане від ТЕС тепло для випаровування води та має 10 виробничих ліній загальною потужністю 486 млн літрів на добу. В основі кожної лінії лежать модулі, котрі мають вагу 2600 тон та розміри 54х33х14 метрів. Їх виготовили у Китаї та доправили до Кувейту на спеціальному судні для транспортування великовагових та негабаритних вантажів.